# Катынгигль
Катынгигль (устар. Катыр-Игль) — река в Томской области России. Устье реки находится в 98 км от устья реки Катыльга. Длина реки составляет 20 км.

## Данные водного реестра
По данным государственного водного реестра России относится к Верхнеобскому бассейновому округу, водохозяйственный участок реки — Васюган, речной подбассейн реки — Васюган. Речной бассейн реки — (Верхняя) Обь до впадения Иртыша.